# Палена (провинция)
Провинция Палена  (исп. Provincia de Palena) — провинция в Чили в составе области Лос-Лагос. 
Включает в себя 4 коммун.
Территория — 15 303 км². Население — 18 349 человек (2017). Плотность населения — 1.2 чел./км².
Административный центр — Чайтен.

## География
Провинция граничит:
- на севере — провинция Льянкиуэ
- на востоке — провинции Рио-Негро и Чубут (Аргентина)
- на юге — провинции Айсен и Койайке
- на западе — Тихий океан

## Административное деление
Провинция включает в себя 4 коммун:
- Чайтен. Админ.центр — Чайтен.
- Футалеуфу. Админ.центр — Футалеуфу.
- Уалайуэ. Админ.центр — Уалайуэ.
- Палена. Админ.центр — Палена.